# 瓦格斯罗特
瓦格斯罗特（德語：Wagersrott）是德国石勒苏益格－荷尔斯泰因州的一个市镇。总面积5.64平方公里，总人口250人，其中男性137人，女性113人（2011年12月31日），人口密度44人/平方公里。